# Hervé Vilard

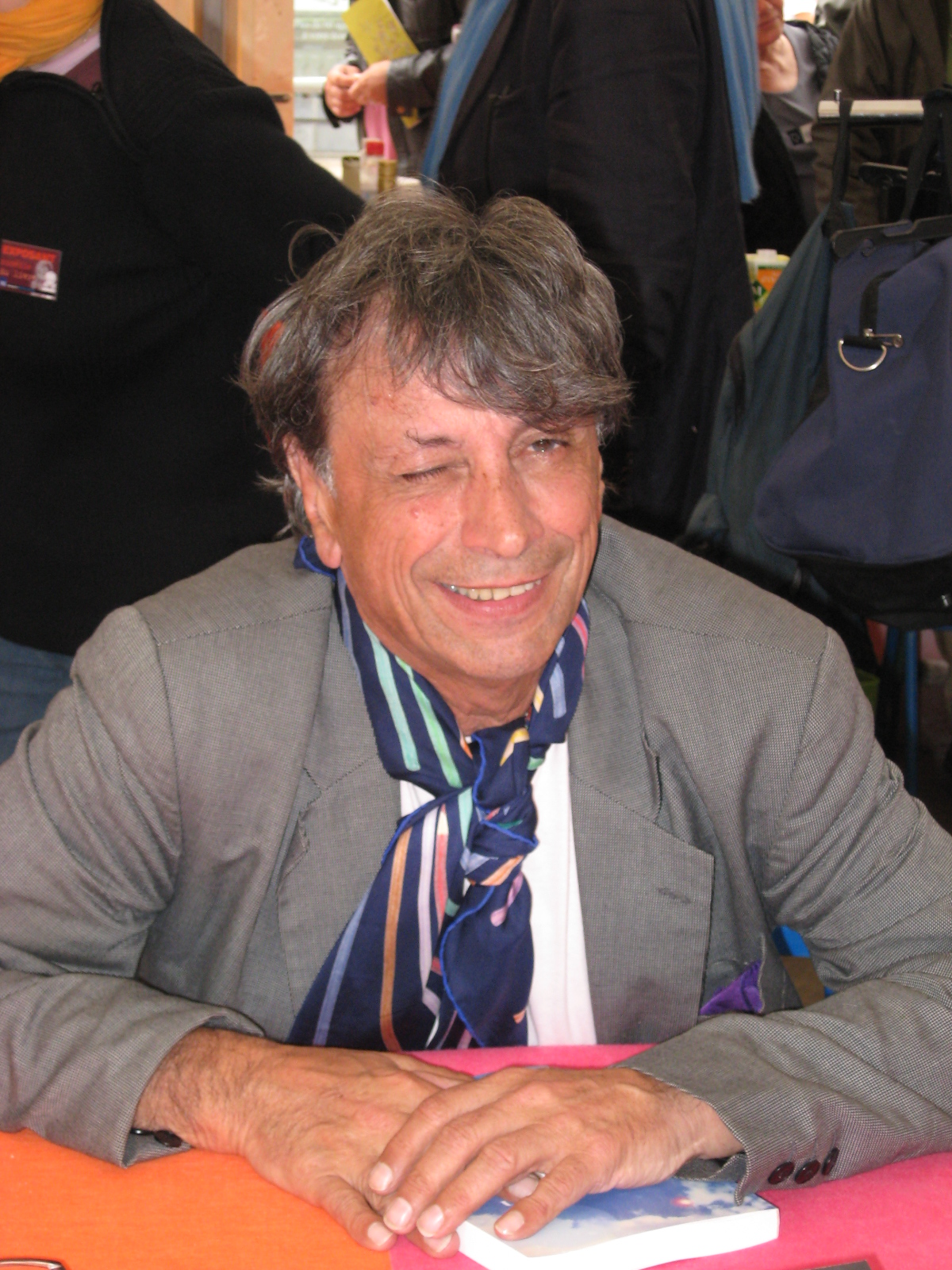
Hervé Vilard

Hervé Vilard, właściwie René Villard (ur. 24 lipca 1946 w Paryżu) – francuski piosenkarz.
Zadebiutował w 1960 pierwszym singlem "Capri C'est Fini", który w 1965 stał się międzynarodowym hitem i uczynił go sławnym - sprzedano 3,3 miliona egzemplarzy płyty.
Jest znany jako kompozytor, wokalista i performer. W 1992 w uznaniu jego zasług dla kultury francuskiej, został odznaczony Ordre National du mérite podczas ceremonii w paryskim Théâtre des Variétés, zorganizowanej przez Jean-Paula Belmondo.

## Dyskografia
- Capri, c'est fini (1965);
- Fais la rire (1969);
- Champagne (1976);
- Rêveries (1977);
- Nous (1977);
- Je l'aime tant (1981);
- Ensemble (1983);
- Le Vin de Corse (1986);
- Tout simplement (1997);
- L'Amour défendu (1990);
- Simplement (2002);
- Cri du cœur (2004).